# La Roche-l'Abeille
La Roche-l'Abeille är en kommun i departementet Haute-Vienne i regionen Nouvelle-Aquitaine i västra Frankrike. Kommunen ligger i kantonen Nexon som tillhör arrondissementet Limoges. År 2022 hade La Roche-l'Abeille 594 invånare.

## Befolkningsutveckling
Antalet invånare i kommunen La Roche-l'Abeille
| Referens: INSEE |